# Sent Dicenç
Sent Dicenç (en francès Saint-Yzans-de-Médoc) és un municipi francès situat al departament de la Gironda i a la regió de la Nova Aquitània.

## Demografia
| 1962                                       | 1968 | 1975 | 1982 | 1990 | 1999 | 2007 |
| ------------------------------------------ | ---- | ---- | ---- | ---- | ---- | ---- |
| 393                                        | 429  | 419  | 441  | 427  | 473  | 396  |
| Des de 1962: població sense dobles comptes |      |      |      |      |      |      |

## Administració
| Període   | Identitat         | Partit |
| --------- | ----------------- | ------ |
| 2001-2004 | Philippe Cazenave |        |
| 2004-2008 | Sylvie Berrouet   |        |
| 2008-     | Segundo Cimbron   |        |